# Semen Sopiha
Semen Sopiha – pierwszy potwierdzony historycznie protoplasta rodu Sapiehów.
Według legend potomek Sunigajły, kniazia litewskiego, przyjętego w Horodle do herbu Lis. Miał być też potomkiem Giedymina.
Jedynym potwierdzonym faktem historycznym na temat Semena jest potwierdzenie go jako pisarza wielkiego księcia litewskiego Kazimierza Jagiellończyka w latach 1441–1449.
Był ojcem Bohdana, Iwana i Anny, żony Tymofieja Massalskiego.